# Alan Davidson (jugador de cricket, nascut al 1897)
Alan Davidson   (Melbourne, 14 de juliol de 1897 - Melbourne, 1 d'agost de 1962) va ser un jugador de cricket australià. Va néixer a Brunswick, Melbourne, Australia. Va jugar quatre partits de cricket de primera categoria a Victoria entre el 1927 i el 1931. VA ser un batejador esquerrà i llençador dretà. Finalment va morir a Ringwood, Melbourne, Australia